# التل الكبير
التل الكبير هي مدينة ومركز في مصر، تقع في الوجه البحري. بالمنطقة العديد من القرى والمدن والمناطق الأثرية بداية من عصر ما قبل الأسرات وحتى عصر محمد علي باشا. وتشتهر المدينة بحدائق المانجة والفراولة كما تشتمل على عديد من المناطق العسكرية في مصر، كما يوجد في مدخل مدينة التل الكبير معلم أثري عالمي وهو مقابر الكومنولث الذين قضوا في نحبهم في الحربين العالميتين الأولى والثانية. ويتّصف أهلها بالطيبة والسماحة.

## الموقع
هو أحد مراكز محافظة الإسماعيلية (التل الكبير، فايد، القنطرة) و يمتد المركز من قرية المحسمة بجوار مدينة أبو صوير التابعة لمركز الإسماعيلية إلى قرية الظاهرية بجوار العباسة التابعة لمركز أبو حماد بمحافظة الشرقية .

## معالم تاريخية
- المزارع السمكية بقرية التل الصغير
- مسجد محمد على الّذي به أثر تاريخي لوالي مصر/ محمد علي باشا وهو عبارة عن حجر أثري من ذاك العهد والحجر مبنى ضمن جدار المسجد
- آثار ما قبل التاريخ في تل الكوع
- آثار من عهد الهكسوس في تل رطابي
- آثار إسلامية وأشهرها طابية محمد علي
- تل أبو نشابة والحطب

يقع جنوب عزبة تل الحطب بالقصاصين على مجرى القناة الفرعونية والتي تعرف بقناة سيزوستريس - أي قناة سنوسرت الثالث - وفتحت قي عصر الملك نكاو أحد ملوك الاسرة السادسة والعشرين ويوجد جسر القناة ومجرى الترعة وكذلك يوجد قي المنطقة الأثرية حمامات من العصر الروماني ويعتبر من أهم المواقع الأثرية.
- التل الكبير والتل الصغير

تقع المنطقة الأثرية قي التل الكبير والتل الصغير والقرية جنوب محطة التل الكبير على بعد حوالي 2 كم وتقع على مجرى القناة الفرعونية قناة نكاو.
وقد قامت هيئة الآثار بعمل حفائر علمية بهما نتج عن هذة الحفائر ظهور مخازن ومباني وقطع أثرية ترجع إلى العصر اليوناني الروماني والعصر المتأخر وهي من المناطق الهامة على مجرى وادي الطميلات. ==> ويوجد أيضا بالتل الكبير أثر عظيم يقع في منتصف الطريق بين مدينة التل الكبير وقرية الظاهرية وهو طابية أحمد عرابي وهو المكان الذي اختبئ فيه عرابي هرباً من الإنجليز بعد دخولهم التل الكبير ولكن سرعان ما علم الإنجليز بمكان اختبائه فوصلوا إليه ولكنه قفز قفزته الشهيرة بالحصان من أعلى مكان بالطابية هاربا منهم
- تل البعر

تقع جنوب التل الكبير على بعد حوالي 10كم وغرب طريق تل الملاك على بعد حوالي 3 كم... ويرجع تاريخ هذة المنطقة إلى عصر الهكسوس حيث تم الكشف على مجموعة أواني طرار تل اليهودية، ويقع التل الٱثري بقرية الظاهرية بعزبة تل البحر.
- تل الشيخ سليم

تقع جنوب عزبة الكيلانية على بعد حوالي 5 كم بالمحسمة القديمة، حيث أنه يوجد بتل الشيخ سليم جسر ومجرى «قناة نكاو» الفرعونية على مساحة 27 فدان - وهو أحد ملوك الأسرة السادسة والعشرين.
- تل أم بردي

كما توجد أيضاً داخل الرمال حوالي 4 كم جنوبي تل الشيخ سليم، تل أم بردى على مجرى القناة الفرعونية حيث أجريت حفائر كُشِفَ فيها على مقابر يرجع تاريخها لعصر الهكسوس وقد عثر داخلها على قطع أثرية من جعارين وأواني فخارية. وتُجرىٰ الآن حفائر في نفس الوقت كُشِفَ فيها عن 14 مقبرة من نفس العصر الهكسوسي بمنطقة أم بردى بالإضافة إلى العثور على حلى ذهبية. جسر القناة الفرعونية كانت تمر على هذه المنطقة، وتبدأ بفرع من النيل قي تل بسطة إلى البحيرات المرة بالإسماعيلية ثم إلى القلزم بالسويس
- منطقة تل الرطابي

يعتبر أقدم مكان في التل الكبير ويتبع قرية ام عزام سميت بهذا الاسم عام 1906 (الرطابة) عندما بدأت الحفائر لوجود النخيل قي هذه المنطقة. وقد كان مقراً لأسرة يعقوب وعندما أرسل له يوسف كما أنه من المرجح أن قناه سيزوستريس كانت تبدأ منها وتم الكشف فيها عن سور ضخم لقلعة عسكرية بطول 600م وعرض 300م عن عصر الدولة الوسطى (امنمحات الأول) وداخل هذا السور وجدت المساكن والقلاع العسكرية والمخازن. وتعتبر هذه القلعة العسكرية الثانية بعد القلاع التي كانت موجودة في سيناء. وبالمنطقة عدد من المقابر وُجِدَت فيها مجموعة من التمائم والجعارين وآنية الفخارية والأدوات الحربية ولوحات تمثل الملك رمسيس الثاني مع الآلهة حتى أنها سميت «عاصمة رمسيس الثاني» («بر رعمسيس») أيضاً.
والجدير بالذكر انه تم الكشف فيها عن أكثر من 400 منطقة أثرية. فهي لم تنشأ منذ فتح قناة السويس والخديوي إسماعيل كما هو مشاع، والحفائر خير دليل على ذلك.
إلى جانب تمثال لرأس حصان مصنوع من المرو وهو نوع من الأحجار يرجع تاريخها إلى عصر الهكسوس. وذلك بالإضافة إلى المناطق التاريخية ومتحف ديليسبس، والذي كان يعيش فيه أثناء إقامته بالإسماعيلية لحفر قناة السويس.

## معركة التل الكبير

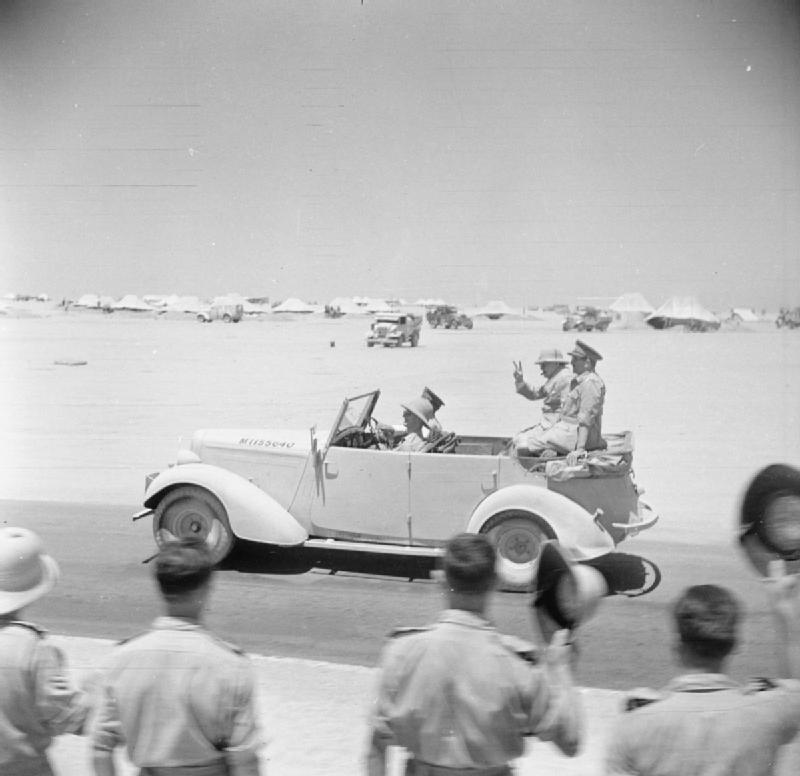
تشرشل يطالع وحدات مدرعة في معسكر التل الكبير - أغسطس 1942م

وارتبط اسم التل الكبير بمعركة مشهورة وهي معركة التل الكبير بين أحمد عرابي والقوات الإنجليزية والتي هُزِمَ فيها الجيش المصري واحتل على إثرها الإنجليزُ مصرَ.
ففي 13 سبتمبر 1882 (الموافق 29 شوال 1299 هـ) الساعة 1:30 صباحا حدثت معركة التل الكبير واستغرقت أقل من 30 دقيقة. حيث قام الإنجليز بمفاجئة القوات المصرية المتمركزة في مواقعها منذ أيام والتي كانت نائمة وقت الهجوم. وألقي القبض على أحمد عرابي قبل أن يكمل ارتداء حذائه العسكري (حسب اعترافه أثناء رحلة نفيه إلى سيلان) سيرلانكا حاليا.

## قرى التل الكبير
- قرية أم عزام
- قرية الشروق
- قرية القصاصين القديمة
- قرية الوادي الأخضر
- قرية أبو عاشور
- قرية الجزيرة الخضراء
- قرية الظاهرية
- قرية المحسمة القديمة
- قرية القرين الجديدة
- قريه أبو عياده
- قرية الغرابوه
- قرية كفر الشيخ عطية
- قريه أبوسلايه
- قريه تل أبوحامد